# Kitunda, Lindi
Kitunda este o așezare situată în partea de sud-est a Tanzaniei, în Regiunea Lindi.